# Malatios Khouri
Malatios Khouri (en árabe: ملاتيوس خوري‎ Malatius Juri; Alepo, Siria Otomana; 25 de diciembre de 1915 - Mendoza, Argentina; 30 de diciembre de 2000) fue un diplomático, traductor y ensayista argentino nacido en Siria de afiliación peronista. Como diplomático actuó en calidad de agregado cultural ante los países árabes durante el Primer Peronismo y como traductor llevó al árabe artículos para revistas, entre ellos algunos de autoría de Juan Draghi Lucero sobre folclore argentino, y obras como El Santo de la Espada de Ricardo Rojas y La Razón de mi Vida de Eva Perón, en una nota sobre la cual en la revista Mundo Peronista escribió: «el pueblo árabe es peronista pues apoya la Tercera Posición». Como ensayista produjo un libro sobre José de San Martín y tratados sobre el Islam y la inmigración sirio-libanesa en Argentina. 
Fue el menor de los diez hijos del sacerdote ortodoxo griego Butros Khouri. En 1929, emigró a Argentina en soledad a los 14 años, donde se radicaría en Buenos Aires para eventualmente conformar residencia en el barrio de Belgrano. Contrajo matrimonio con Pilar Martin, hija de inmigrantes españoles, con quien tuvo tres hijos: Ilam Sirio, Pedro y Roberto Argentino. En Argentina, fue católico romano practicante, a pesar de haber nacido en un hogar ortodoxo y de haber estudiado el Islam; con cuyos adeptos en Argentina siempre mantuvo un trato cordial. 
En 1949 fue miembro fundador de Al-Rabita Al-Adabia, asociación literaria de escritores inmigrados del Levante que también incluía, por ejemplo, a Yauad Nader, primer traductor del Martín Fierro al árabe. En Chile colaboró con la creación de un profesorado de idioma árabe y en Cercano Oriente destacó como promotor de la cultura e historia argentinas.
Más tarde, se radicaría en Mendoza, donde fallecería el 30 de diciembre de 2000.

## Obra parcial
- El día de la humanidad, Buenos Aires (1945): Editorial Claridad. Prólogo de Ángel H. Roffo.
- Conductores de la paz mundial, Mendoza (1948): Comisión Provincial de Cultura.
- Palestina: Corazón de los árabes, Buenos Aires (1949): Talleres Gráficos de Jorge Best.
- San Martín, héroe de la paz, Buenos Aires (1950): Diario Sirio-libanés. Conceptos preliminares del Coronel Bartolomé Descalzo. Prólogos de Juan Draghi Lucero y Elías Martínez Buteler. Edición en árabe.
- Palestina, patria árabe, Buenos Aires, (1964): Oficina Cultural de la Embajada de la República Árabe Unida.
- El Islam: El profeta árabe Muhämmad enviado de Dios, San Miguel de Tucumán (1966): Talleres Gráficos Americales. Prólogo de Osvaldo Machado Mouret.
- El poder del bien, Mendoza: Ediciones Oeste. Prólogo de Juan G. Beltrán.
- Emigración árabe al Continente Americano, (1992).